# 地域圏急行輸送

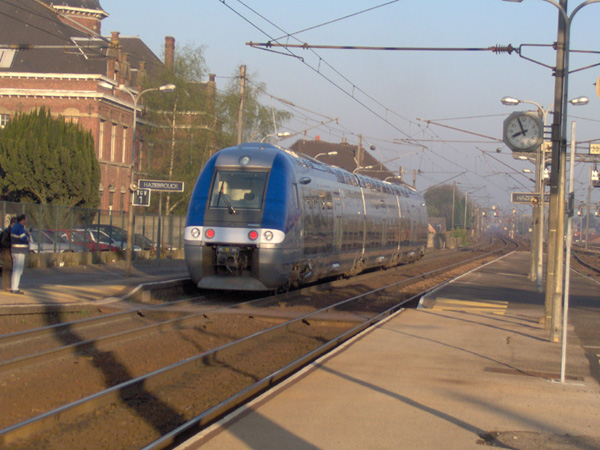
TERノール＝パ・ド・カレーの列車（アズブルック駅）

地域圏急行輸送（ちいきけんきゅうこうゆそう、フランス語：Transport express régional）は、フランス国鉄が地域圏ごとに行なっている鉄道およびバスによる旅客輸送サービスである。通常はTER（テーウーエル）と略される。ロゴタイプは小文字でterと表記される。レジオン（地域圏）高速交通と訳されることもある。列車種別上は、TERは追加料金不要の地域内列車の総称であり、JRで言えば広義の普通列車(快速列車を含む)に相当する。
フランス本土の大陸部分の地域圏のうち、イル＝ド＝フランスを除く20の地域圏にTERがあり、TERアルザス、TERアキテーヌのように地域圏名をつけて呼ばれる。イル＝ド＝フランス地域圏にはTERはなく、フランス国鉄のパリ近郊部門であるTransilienが地域圏内の輸送を行なっている。またコルシカ島（コルス地方公共団体）のコルシカ鉄道もTERとは異なる制度で運営されているが、TERの一種とみなされることがある。
TERは運営組織は各地域支社で、なおかつ地域圏政府から補助金が出されるのが特徴で、フランス国鉄の直営列車（TGV、コライユなど）と区別される。ただし、旅客営業上はあくまでフランス国鉄の普通列車であり、乗車券類は共通化されている。例えば、同じ区間にコライユ（料金不要）とTERがある場合、列車指定していない乗車券ならどちらに乗ってもかまわない。また、ユーレイルパスなどの鉄道パスも通用する。

## 歴史

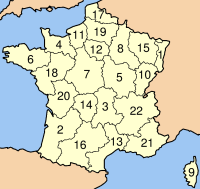
フランスの地域圏

フランスでは第2次世界大戦後、モータリゼーションの進展により地方のローカル線の廃止、バス転換が相次いだ。地方自治体は、ローカル線の廃止は地方経済の衰退につながるとの危機感を抱き、フランス国鉄と協議して輸送サービスの維持に努めた。古くは1970年にモゼル県とムルト＝エ＝モゼル県がナンシー-メス-ティオンヴィル間の輸送に関して国鉄との間に協定を結んだ例がある。
地域圏の制度が発足すると、地域圏が地方交通政策を司るようになった。1980年代にはほぼすべての地域圏が地方公共輸送計画を策定し、国鉄と地方交通に関する協定を結んだ。1984年には国鉄の地方輸送部門が地域圏別に分割され、TERが発足した。ただしこの時点では地方交通に関する補助金は国庫から支出されており、地域圏の権限は限定的なものだった。
1997年にアルザスなど6つの地域圏で試験的に国から地域圏への地方交通に関する権限の委譲（地域圏化）が行なわれた。国はこれまで国鉄に直接交付していた補助金を一旦地域圏に交付し、地域圏はこれに必要に応じて独自の財源からの補助金を加えて国鉄に交付するようになった。地域圏は輸送計画の策定に加え、運賃やサービスの決定、車両の調達、交通弱者に対する運賃補助など、より積極的にTERに関与するようになった。
1999年にはリムーザン地域圏でも同様に権限の委譲が行なわれ、2002年にはイル＝ド＝フランスを除く全地域圏で地域圏化が完了した。

## 地域圏の支出
一例として、2007年のピカルディー地域圏予算における地方交通に関する支出を以下に掲げる。総額は2億78百万ユーロで、これは地域圏予算の27%に相当する。このうち約8割が公共交通機関に使われている。
- 車両の購入 - 62百万ユーロ
- TERの運営 - 132百万ユーロ
- 運賃補助 - 15百万ユーロ
- 駅整備 - 17百万ユーロ
- 道路整備 - 35百万ユーロ
- 水運・航空インフラ整備 - 13百万ユーロ

## 列車
「TER」はTGVやcorailのように、TERの制度で運行される列車を指す列車種別としても用いられる。ただし列車種別としてのTERには各駅停車から主要駅にのみ停車する優等列車まで多くの種類がある。またTERの路線は必ずしも地域圏内にとどまらず、隣接する地域圏や隣国の主要都市まで直通する列車もある。
列車種別としてのTERは train express régional（地域圏急行列車）の略であるとされることもあるが、地域圏によってはこのような表現を用いず train TER（TERの列車）のように呼ぶところもある。

### TER GV
TERGVはTGV用の高速新線（LGV）を経由して運行されるTERの列車である。TERノール＝パ・ド・カレーには、LGV北線を経由してリール（リール・ウロップ駅）とダンケルクおよびブローニュ＝シュル＝メールを結ぶTERGVがある。車両はTGVのものを使用するが、制度上はTERとして扱われる。
他の地域圏でもTERGVの計画がある。

### 著名な列車

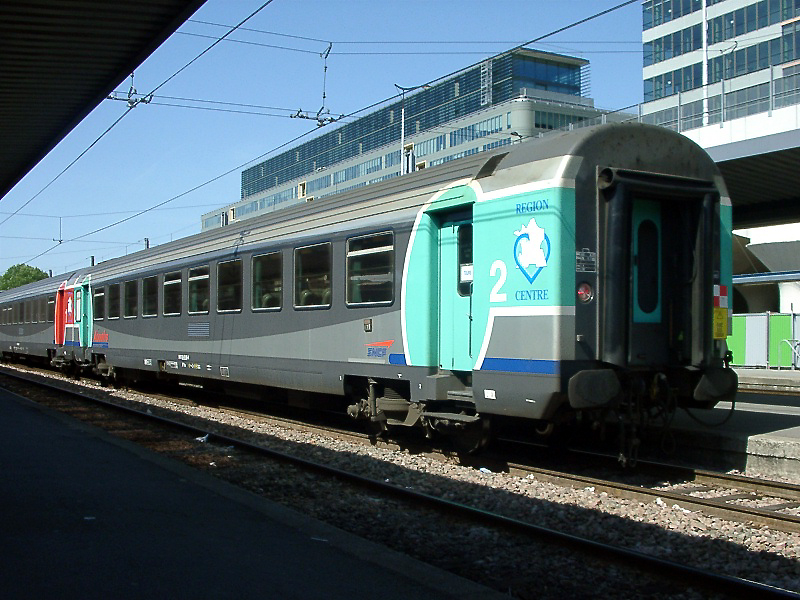
Aqualys（パリ・オステルリッツ駅）

Aqualys
TERサントルのパリ - オルレアン - トゥール間の列車。
icter(Intercité TER)
TERプロヴァンス＝アルプ＝コート・ダジュールのマルセイユ - ニース - ヴェンティミリア（イタリア）間の列車。
Interloire
TERサントルおよびTERペイ・ド・ラ・ロワールによるオルレアン - トゥール - アンジェ - ナント間の列車。ロワール川沿いの主要都市を結ぶ。
TER 200
TERアルザスによるストラスブール - ミュールーズ - バーゼル（スイス）間の列車。コライユ客車を用い最高速度200km/hで運転される。

## 車両

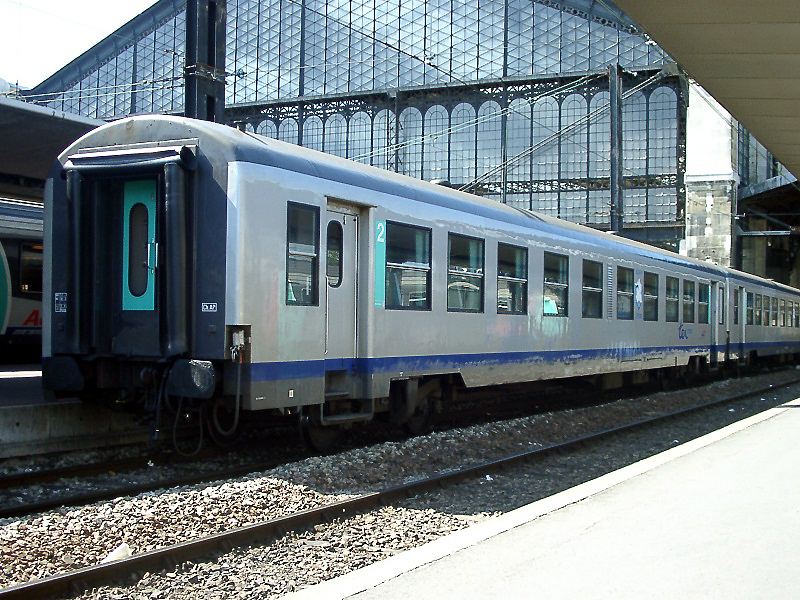
TERに充当されるUSI客車

TERに関する権限の地域圏化後、多くのTERで地域圏の補助金により新型車両が導入された。これらの多くは単行から4両編成程度までの短編成の電車または気動車であり、アルストムやボンバルディアなどが製造している。また、地方ではプラットホームの低い駅が多くあるため、バリアフリーに配慮しホームとの段差を小さくした低床構造を採用した車両もある。
このほか、TER制度の発足以前に製造された旧式の客車、電車、気動車なども一部路線で使われている。幹線系統では長距離列車用に製造されたコライユ客車やUSI客車も使用される。

### AGC

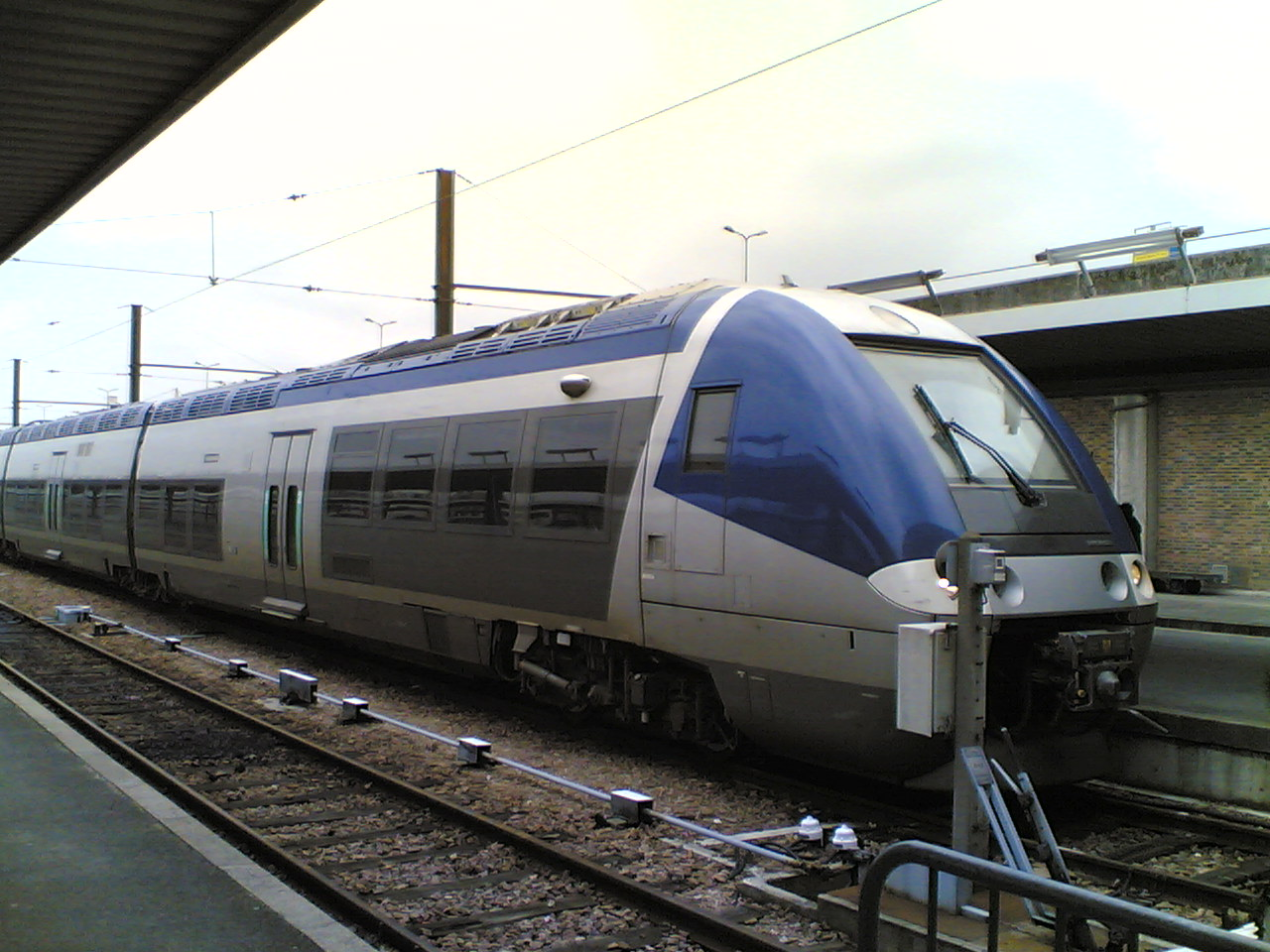
TERブルターニュのB81500型車両（パリ・ベルシー駅）

AGC（Autorail à grande capacité、「大容量の動力分散方式車両」の意）はボンバルディアが2004年からTER向けに製造している車両である。動力方式の違いにより以下の4種類がある。
X 76500型 (XGC)
ディーゼル・エレクトリック方式の気動車。
Z 27500型 (ZGC)
直流1500Vと交流25kV、50Hzに対応した交直流電車。
B 81500型 (BGC)
デュアルモード (bimode) 車。モーターの電源として架線から集電した直流1500Vとディーゼルエンジンで発電したものの双方が使用でき、電化区間と非電化区間を直通できる。
B 82500型 (BiBi)
B 81500型に加え交流25kV、50Hz集電にも対応したもので、2007年に製造を開始した。Bi-Biとはデュアルモード (bimode) - 交直流 (bicourant) の意である。
いずれも連接構造の3-4両編成（B 82500は4両編成のみ）で、動力の違いを除けば車体はほぼ共通である。最高速度は160km/h。両端の先頭車が動力車で中間に付随車1両または2両を挟む編成であり、各車両の中央にドアがある。先頭車のドアと運転台の間以外の部分と中間車は低床構造となっている。異なる種類のAGCを連結することもでき、たとえばZGCとBGCを連結して直流電化区間を走行させるといったことが可能である。内装の違い（一等車、ビュッフェ車など）により更に細かく分類できる。
B 82500型はTERのほか、2008年からイル＝ド＝フランス地域圏のTransilienでも使用される予定である。

### その他のTER向け車両

#### 気動車

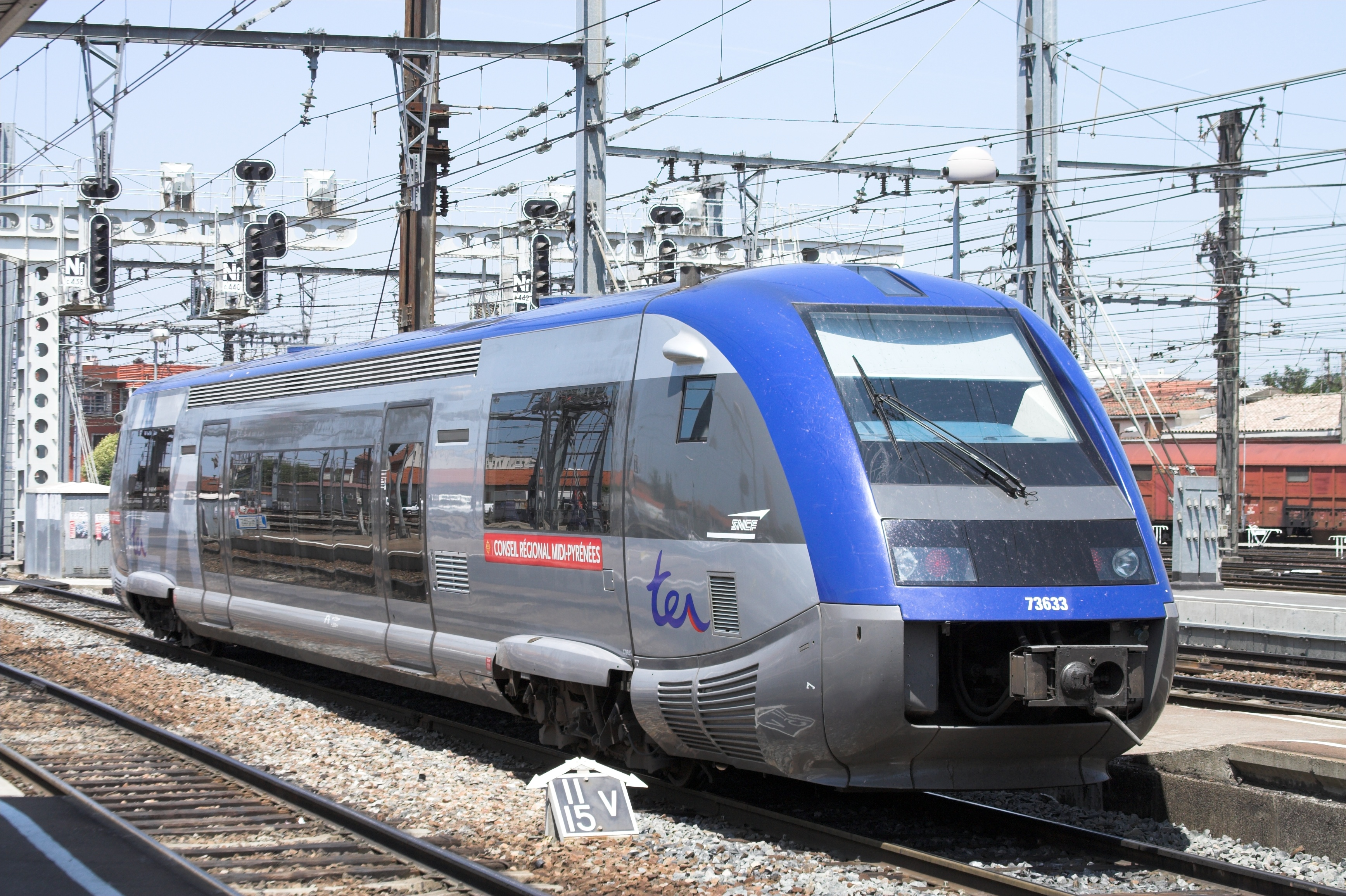
TERミディ＝ピレネーのX73500型気動車（トゥールーズ）

X 72500型 (X TER)
1997年から2002年までアルストムで製造されていた、2両または3両編成の液体式気動車。3両編成の場合は中間に付随車を挟む。3編成まで連結が可能である。最高速度は160km/h。TERのほか一部の長距離列車でも使用される。
X 73500型 (A TER)
1999年から2004年までアルストムなどが製造していた単行気動車。3両まで連結可能で、最高速度は140km/h。ドアは前後2ヵ所にあり、その間は低床構造になっている。ドイツ鉄道と共同開発されており、ドイツのVT641型と類似するが、細部の仕様は異なる。ルクセンブルク国鉄にも同型車がある。"Baleines bleues"（青い鯨）、"Concombres"（キュウリ）などの愛称がある。
X 73900型 (A TER)
2001年から2004年までアルストムなどで製造された単行気動車で、X 73500の改良型である。ドイツの信号方式に対応しており、TERロレーヌのメッス - ザールブリュッケン系統やTERアルザスのストラスブール - オッフェンブルク系統などドイツに乗り入れる列車に使用される。

#### 電車

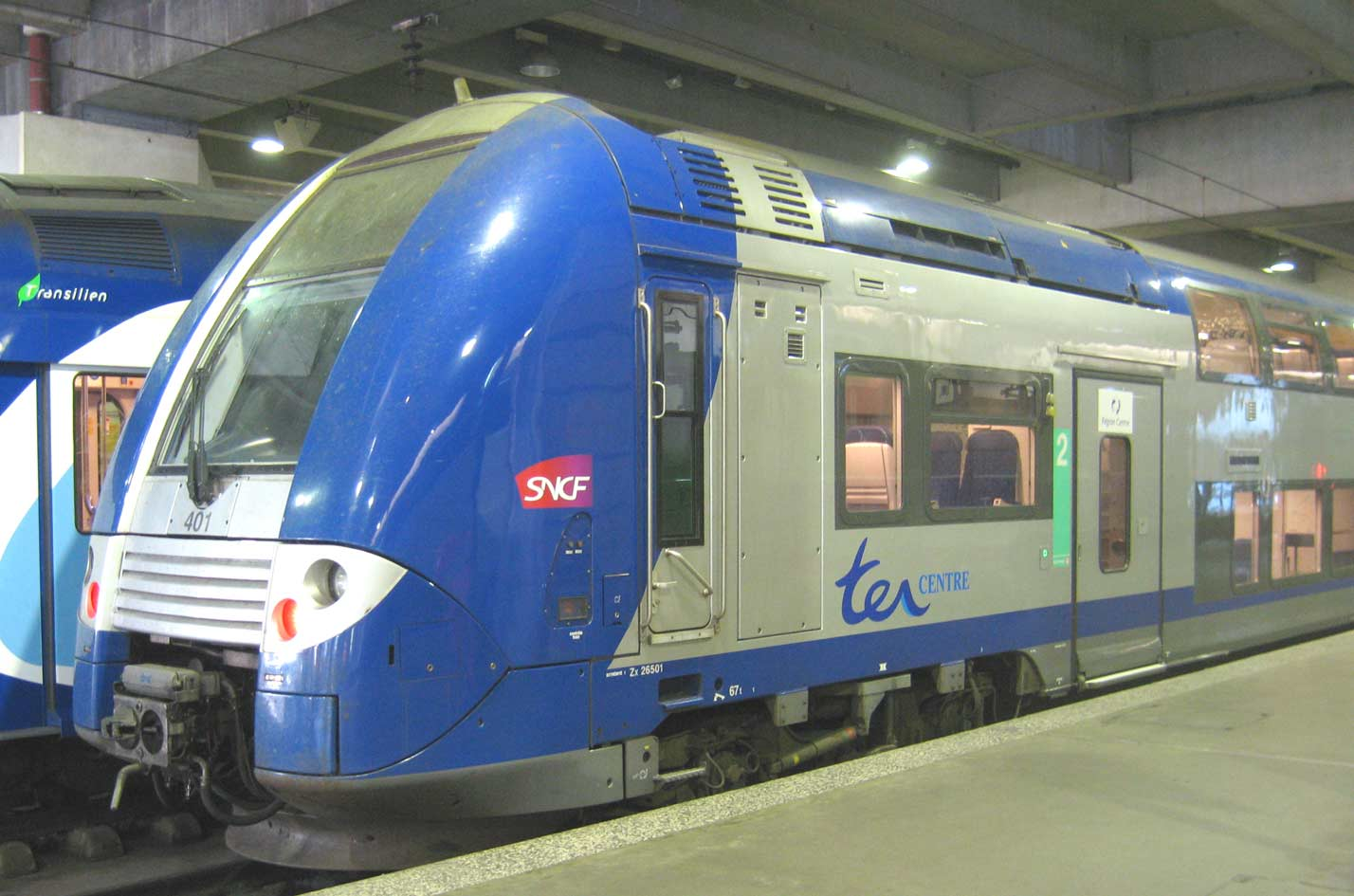
TERサントルのZ26500型電車

Z 21500型 (Z TER)
X 72500の車体を元に設計された3両編成の交直流電車。2002年から2004年までアルストムとボンバルディアが製造していた。両端が電動車で中間に付随車を挟む。最高速度は200km/h。中間車は床面がX 72500と比べ20cm下げられた低床構造をしている。
Z 23500型 (TER 2N)
2階建ての交直流電車。1997年から200年までゼネラル・エレクトリック、アルストムなどが製造していた。2両1ユニットで4両編成を組む。最高速度は140km/h。2Nとは2 niveaux（2階建て）の意。
Z 24500型 (TER 2N NG)
Z 23500型を改良した2階建て交直流電車で、2両または3両編成を組み、全車が電動車である。2004年からアルストムとボンバルディアが製造している。最高速度は160km/hに向上した。NGはnouvelle génération（新世代）の略。
Z 26500型 (TER 2N NG)
4両または5両編成の2階建て交直流電車で、全車が電動車である。2004年からアルストムとボンバルディアが製造している。最高速度は160km/h。3種類のTER 2N (Z 23500, Z 24500, Z 26500) は互いに連結して運用することができる。

## バス

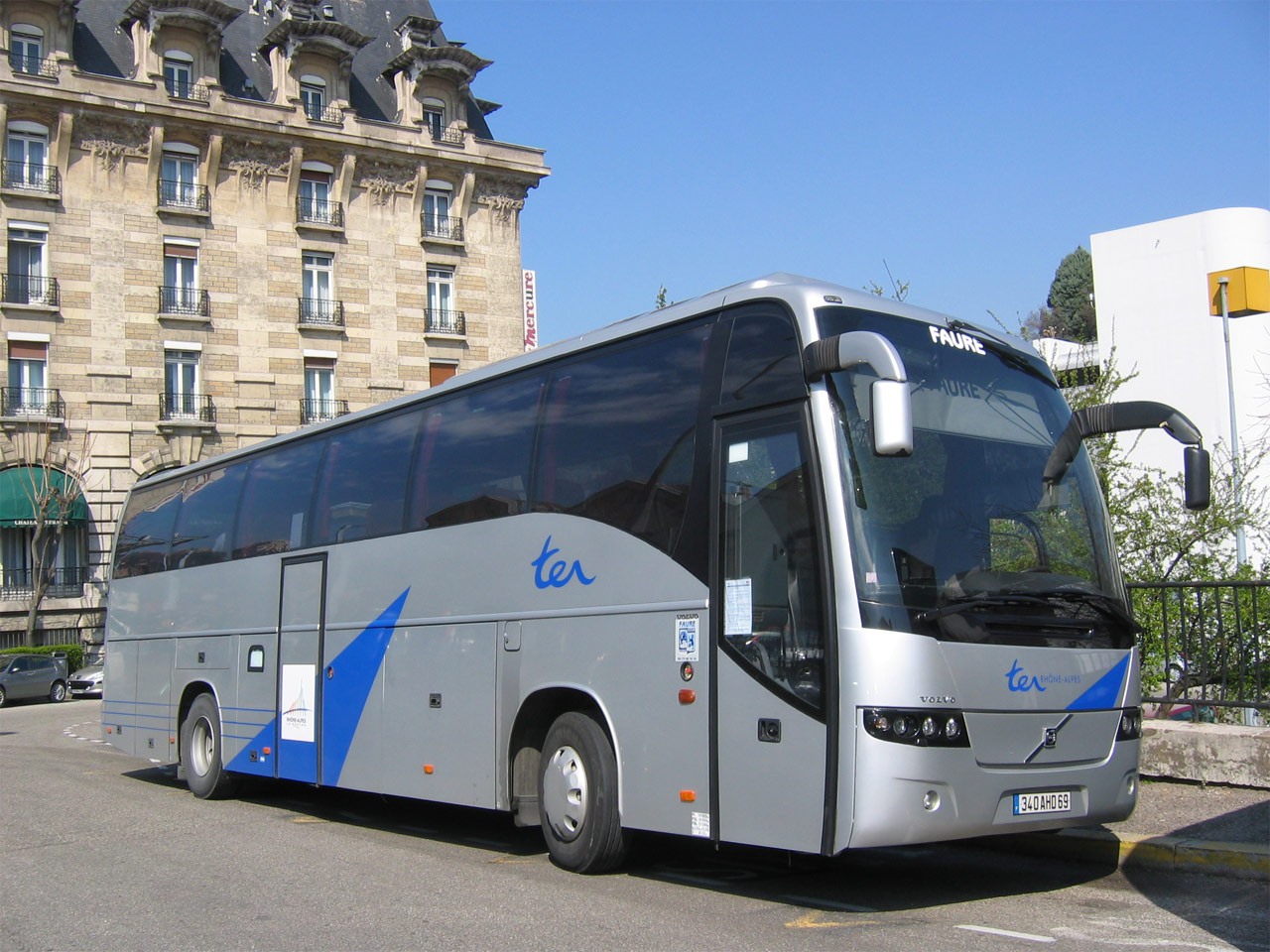
TERローヌ＝アルプのバス

TERはバス(autocar)によって運行される便も少なくない。正確に言えば、列車代替バス便である。TERのバス路線は3種類あり、第一は鉄道が廃止・休止された区間の代替バス、第二はラッシュ時のみ列車を運転し閑散時間帯のみバス便とするもの、第三は各駅停車便のみバス便とするもので、この場合は優等列車（コライユやTGV、快速運転するTER列車）・貨物列車のみ鉄道線を走る。各駅停車のみバスになるのは、鉄道駅が町の中心から離れているような小さな町へ停車するためである。LGV上のTGV専用駅と周辺の都市を結ぶバス路線もある。いずれのバス便も、列車と同じ扱いであるため鉄道線の運賃が適用され、またユーレイルパスなどの鉄道のパスでも乗車が可能である。